# دقدق سولت
دقدق سولت أو دقدق إريتريا (الاسم العلمي: Madoqua saltiana) ظبي صغير وجد في جيبوتي، إريتريا، إثيوبيا، كينيا، الصومال والسودان.